# 1998年のバレーボール
1998年のバレーボール（1998ねんのバレーボール）では、1998年（平成10年）のバレーボール関連の出来事をまとめる。

## できごと
- リベロ制が、国際ルールとして正式に採用（前年に試験導入）。
- カラーボールの使用が認められるようになる。
- パリ・バレーが創設。
- 住友金属ギラソールが休部。
- FIVB加盟（その31） - エリトリア、グリーンランド、ナウル、ニウエ、パラオ、フランス領ポリネシアの6カ国。

## 国際大会
- 男子世界選手権
  - 金メダル： イタリア
  - 銀メダル： ユーゴスラビア
  - 銅メダル： キューバ
- 女子世界選手権
  - 金メダル： キューバ
  - 銀メダル： 中国
  - 銅メダル： ロシア

## 国内大会

### 日本
- 第4回Vリーグ
  - 男子
    - 優勝：新日鐵

  - 女子
    - 優勝：ダイエー

- 第47回全日本選手権
  - 男子
    - 優勝：松下電器

  - 女子
    - 優勝：ダイエー

## 誕生
- 6月14日 - 黒後愛（栃木県）

## 死去
- 2月5日 - 山田重雄 （66）